# Tom Henning Øvrebø
Tom Henning Øvrebø (ur. 26 czerwca 1966 w Oslo) – norweski piłkarski sędzia międzynarodowy, z zawodu psycholog.
Od 20 września 1992 roku Øvrebø sędziuje mecze w pierwszej lidze norweskiej, prowadził już ponad 205 meczów w Tippeligaen. W 1994 roku zdobył licencję międzynarodową. Sędziował mecze w finale Pucharu Norwegii oraz mecze Ligi Mistrzów i Pucharu UEFA.
Tom Henning Øvrebø prowadził między innymi mecz FC Schalke 04-Wisła (1:4) w Pucharze UEFA, Valencia CF-Legia (6:1) 30 października 2001, towarzyski mecz Polska-Włochy 12 listopada 2003. Był także sędzią głównym w meczu EURO 2008 między Polską a Niemcami, który odbył się 8 czerwca 2008 w Klagenfurt am Wörthersee.
Prowadził także półfinałowy mecz Ligi Mistrzów w 2009 roku Chelsea – FC Barcelona, zakończony remisem, który dał Barcelonie awans do finału. Øvrebø przyznał, iż jego pomyłki spowodowały – najprawdopodobniej – brak awansu ekipy ze Stamford Bridge. Jak ujawnił w rozmowie z gazetą „The Times” nie zdecydował się na podyktowanie żadnego z czterech rzutów karnych, jakie należały się Chelsea. Didier Drogba oskarżył go o spisek mający na celu wyeliminowanie drużyny z tych lukratywnych rozgrywek. W związku ze swoimi pomyłkami Øvrebø jeszcze długi czas po meczu otrzymywał pocztą śmiertelne pogróżki od fanatyków Chelsea adresowane do niego oraz jego rodziny.
Niecałe pół roku po półfinałowym meczu Chelsea – Barcelona zakończył karierę arbitra międzynarodowego – rozpoczął pracę jako psycholog, doradza norweskim letnim i zimowym olimpijczykom.